# Karel Appel
  Karel Appel    (Amsterdam, 25 d'abril de 1921 - Zúric, 3 de maig de 2006) o Christiaan Karel Appel va ser un pintor i escultor neerlandès, membre fundador del moviment artístic Cobra.

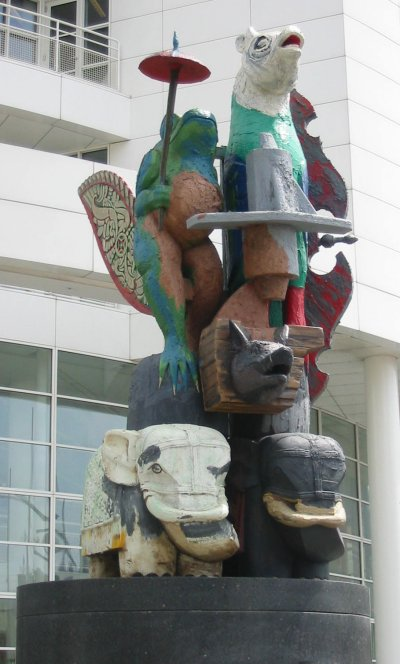
Escultura de Karel Appel situada a La Haia.

Fill d'un perruquer, Appel va cursar estudis en la Rijksakademie van Beeldende Kunsten (Acadèmia de Belles Arts) d'Amsterdam entre 1940 i 1943 a pesar de la resistència dels seus pares. Allí va conèixer Guillaume Corneille i Constant. La seva primera exposició data de 1946 i va ser a Groninga, seguida d'una altra a Amsterdam. Entre les seves influències estan Pablo Picasso, Henri Matisse i Jean Dubuffet. S'uneix al Nederlandse Experimentele Groep al costat de Guillaume Corneille i Constant i amb qui funda posteriorment el moviment COBRA el «1948», juntament amb Asger Jorn, Jan Nieuwenhuys i Christian Dotremont.
El 1949 un mural seu en la cafeteria de l'Ajuntament d'Amsterdam va causar una forta controvèrsia i va ser cobert per deu anys. En conseqüència Appel parteix el 1950 a París i desenvolupa la seva reputació internacional amb viatges a Mèxic, els Estats Units, Brasil i Iugoslàvia, i compartia la seva residència entre Nova York i Florència. El mateix any el seu amic i company de Cobra, l'escriptor i pintor belga Hugo Claus va crear una sèrie de poemes per a il·lustrar el recull De blijde en onvoorziene week, editat a París.
Appel està classificat com pintor expressionista de la segona meitat del segle xx. La seva obra si bé s'acosta a l'abstracció, sempre conté temes recognoscibles (persones, animals, paisatges). Durant el seu període amb COBRA pintava amb vius colors figures simples amb forts delineats.